# 락자 공항
락자 공항 (IATA: VKG, ICAO: VVRG 베트남어: Sân bay Rạch Giá)은 베트남 락자에 위치한 공항이다. 1950년 프랑스에 의해 지어졌으며, 원래의 목적은 베트남의 남쪽과서쪽을 연결을 위함이었다.

## 운항 노선
| 항공사                         | 목적지 |
| ------------------------------ | ------ |
| 베트남 항공 (바스코 항공 운영) | 호찌민 |

## 같이 보기
- 베트남의 공항